# 灵斯海姆
灵斯海姆是德国巴登-符腾堡州的一个市镇。总面积11.31平方公里，总人口2272人，其中男性1155人，女性1117人（2011年12月31日），人口密度201人/平方公里。